# San Giovanni Valdarno
San Giovanni Valdarno ist eine italienische Gemeinde mit 16.469 Einwohnern (Stand 31. Dezember 2023) in der Provinz Arezzo in der Toskana.

## Geografie

Lage der Gemeinde in der Provinz Arezzo

Die Gemeinde San Giovanni Valdarno liegt im Arnotal und besteht aus den Ortsteilen Badiola-Renacci, Gruccia, Borro al Quercio, Ponte alle Forche, Porcellino, Pruneto und Montecarlo.
Die Nachbargemeinden sind Castelfranco Piandiscò, Cavriglia, Figline e Incisa Valdarno (FI), Montevarchi, und Terranuova Bracciolini.

## Geschichte

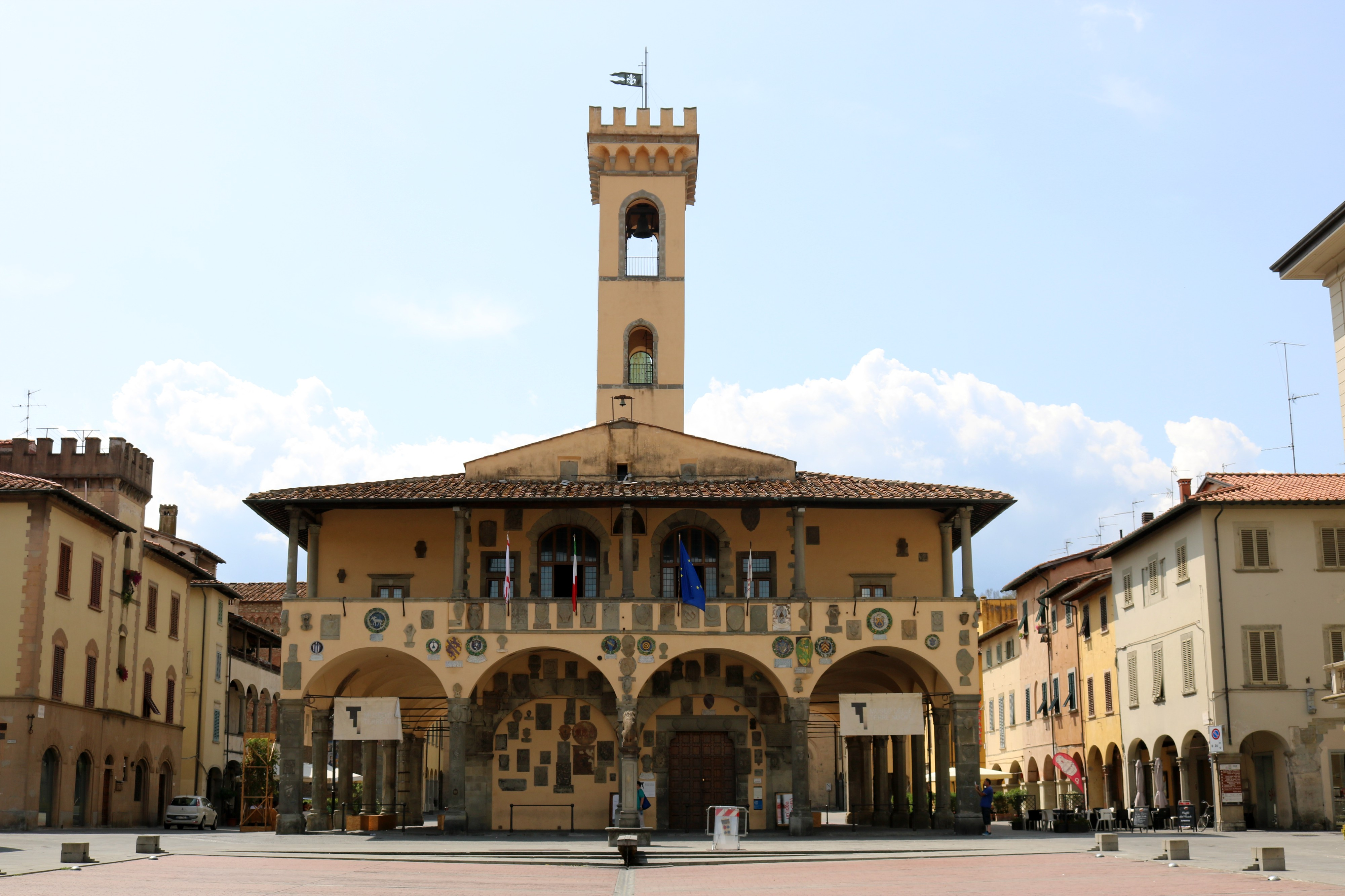
Ostfassade des „Palazzo d’Arnolfo“

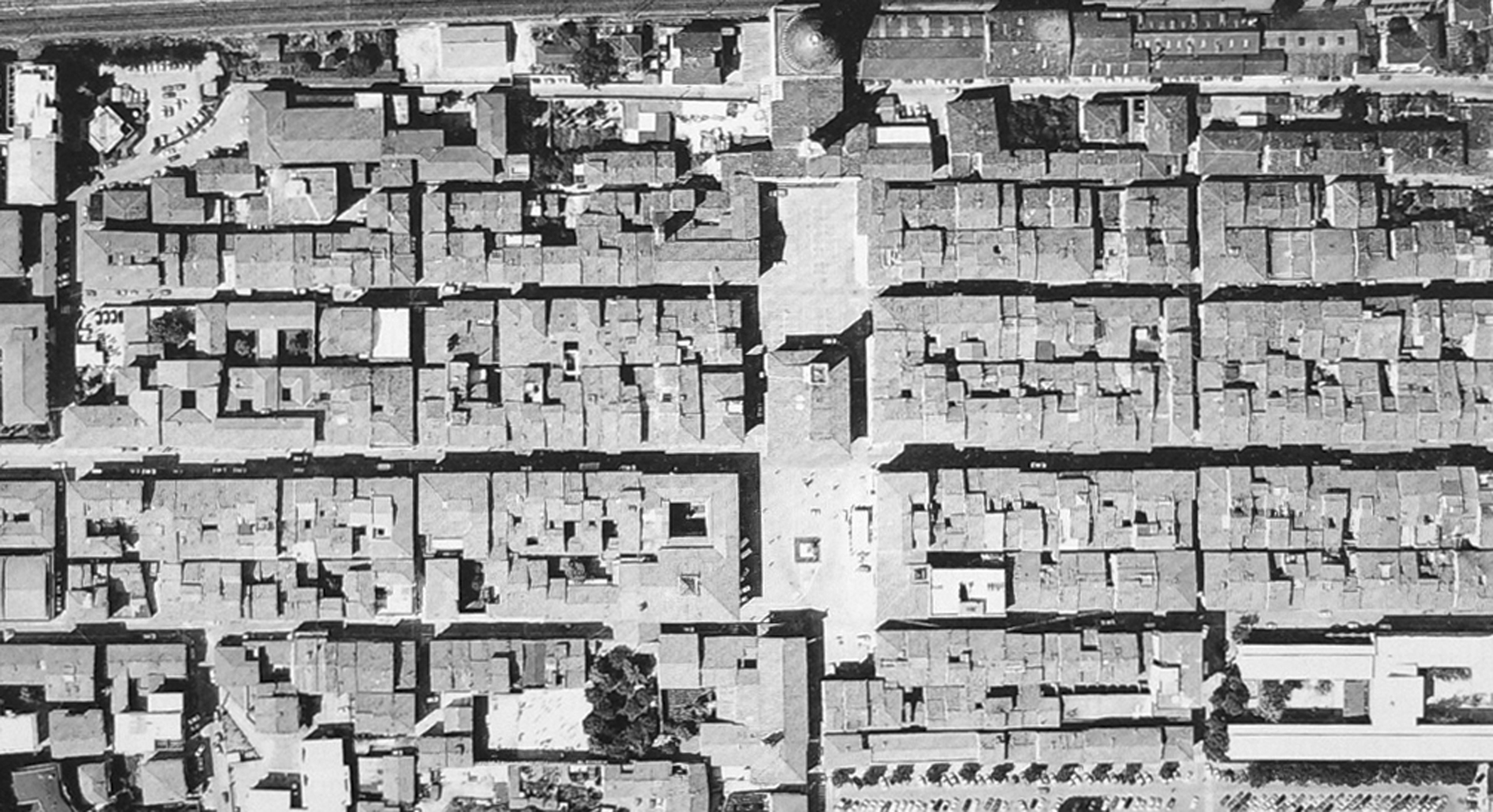
Luftbild von San Giovanni Valdarno

San Giovanni Valdarno wurde ab 1296 unter dem Namen „Castel San Giovanni“ von der Kommune von Florenz als sogenannte Terra nuova (befestigte Neustadt) neu gegründet. Der Ort diente der Grenzsicherung der Republik Florenz zu ihrem aufwärts des Arno gelegenen Nachbarn Arezzo sowie als befestigter, etwa eine Tagesreise von der Mutterstadt entfernter Marktplatz und Zollstation auf der Pilger- und Handelsstraße Via Cassia von und nach Rom.

### Städtebauliche Bedeutung
Das Castel San Giovanni war der Prototyp einer Serie von fünf realisierten Neustadtgründungen seitens der Kommune von Florenz, die damit ab der Wende zum 14. Jahrhundert das Ziel verfolgte, den noch jungen Territorialstaat fortifikatorisch an seiner Peripherie zu sichern. In den Folgejahren bis 1348 wurden Castelfranco di Sopra (Valdarno), Scarperia (Mugello), Firenzuola (Apennin) und Terranuova Bracciolini (Valdarno) nach gleichem Typ gegründet.
Der städtebauliche Typus dieser mittelalterlichen Planstädte zeichnet sich insbesondere durch die streng rechtwinklig organisierten Stadtgrundrisse aus, die symmetrisch um eine longitudinale Mittelachse aufgespannt sind. Die meist längsrechteckigen (San Giovanni, Scarperia, Terranuova), teils annähernd quadratischen (Castelfranco di Sopra, Firenzuola) „Kastelle“ wurden von einer mit Türmen besetzten Stadtmauer eingefasst. Die heute nur in Einzelfällen in der mittelalterlichen Substanz erhaltenen Tortürme befanden sich jeweils in der Mitte der vier Mauerflanken, waren eigens Schutzheiligen geweiht und zitierten als herrschaftliche Landmarken die Architekturformen der Tore der Mutterstadt Florenz.
Das Zentrum der Städte nimmt stets ein Marktplatz ein, an oder auf dem ein Kommunalpalast errichtet wurde, um das Amt der von der Mutterkommune eingesetzten Landvögte (Vicari) zu beherbergen. Zum Bau der Städte wurde die Landbevölkerung der jeweiligen Region – bei Gewährung von befristeten Steuerprivilegien – verpflichtet, die auch die spätere Stadtbevölkerung bildete.
Das orthogonale Straßenraster und die Dimensionierung der darin eingebetteten Streifenparzellen sowie der darauf errichteten Bauvolumina nach einheitlichen Gestaltungsvorgaben, lassen auf einen Planungsprozess schließen, bei dem strenge geometrische Konstruktionsprinzipien zur Anwendung gebracht wurden, um einen hierarchisch geordneten Stadtkörper als Sozialtopographie einer neu-urbanisierten Bevölkerung zu erschaffen. Über die Freie Kunst der Geometrie wurde dem Stadtkörper eine „gottgefällige“, die zeitgenössischen Vorstellungen vom Himmlischen Jerusalem zitierende Form gegeben.
Die Konstruktionsprinzipien lassen sich über scholastische Lehrbücher zur Geometrie (z. B. Liber abbaci des Fibonacci) sowie über theologische und staatstheoretische Quellen (Thomas von Aquin, De civitate Dei des Augustinus, Vitruv) in einen reichen Bezugsrahmen urbanistischer Theorien des Mittelalters und der römischen Antike stellen. Bisher kaum erforscht sind zu vermutende Bezüge zum Corpus agrimensorum Romanorum. Der städtebauliche Entwurf wird seit Giorgio Vasari (Vite) bis heute, wenn auch letztlich nicht gesichert, dem Bildhauer und Architekten Arnolfo di Cambio zugeschrieben, nach dem im Volksmund auch der Kommunalpalast (Palazzo d’Arnolfo) benannt ist.
Der städtebauliche Typus der florentinischen Terra nuova ist eng verwandt mit den französischen Bastiden des 13. Jahrhunderts (z. B. Aigues-Mortes). Diese stilistische Einflusslinie findet ihr politisches Pendant in der zeitgenössischen Allianz des französischen Königshauses der Kapetinger mit dem Papsttum. Eine weitere formale Vorgängerin der Terre nuove ist die 1255 gegründete Stadt Pietrasanta.
Es ist in der Forschung umstritten, inwieweit die Florentinischen Terra nuova, und insbesondere San Giovanni Valdarno als ihr Prototyp, als frühe Idealstädte bzw. als Vorläufer der Idealstädte der Renaissance angesehen werden können.

## Sehenswürdigkeiten

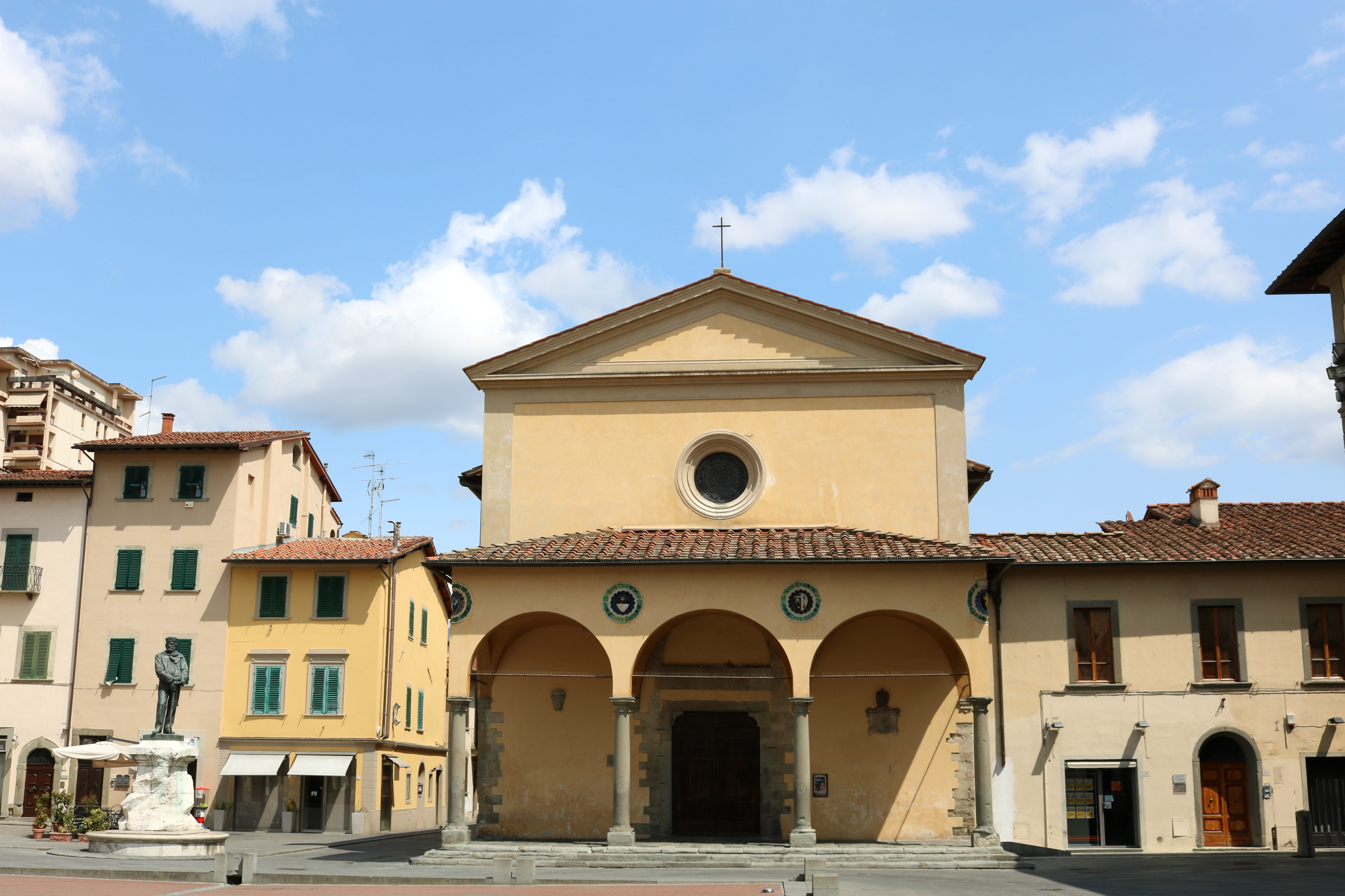
Pieve di San Giovanni Battista

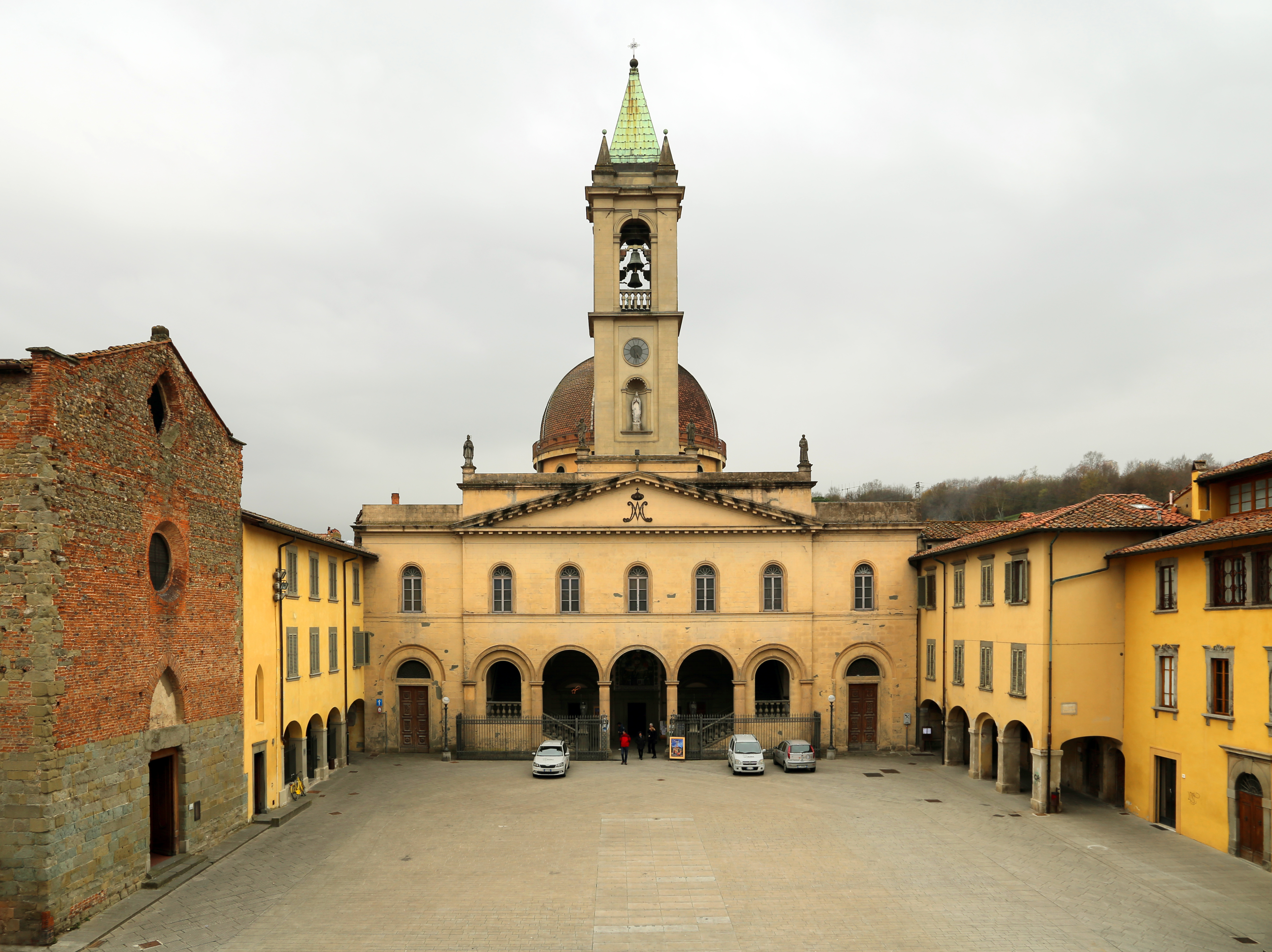
Basilica di Santa Maria delle Grazie

- Palazzo d’Arnolfo, 12. Jahrhundert, benannt nach Arnolfo di Cambio
- Basilica di Santa Maria delle Grazie, 1484 errichtete Basilika
- Chiesa della Santissima Annunziata, Kirche und Kloster seit 1528
- Chiesa di San Lorenzo, Kirche
- Chiesa di Santa Lucia, Kirche
- Pieve di San Giovanni Battista, Pieve, 1312 entstanden
- Convento di San Francesco a Montecarlo, 1424 entstandenes Kloster in der località Montecarlo

## Sport
Der örtliche Fußballverein AC Sangiovannese 1927 spielt derzeit in der viertklassigen Lega Pro Seconda Divisione.

## Städtepartnerschaften
San Giovanni Valdarno ist Partnerstadt von:
- Mahbes, Westsahara
- Corning, Vereinigte Staaten
- Jericho, Palästinensische Autonomiegebiete

## Söhne und Töchter der Gemeinde
- Mariotto di Cristofano (1395–1457), Maler
- Tommaso di ser Giovanni, genannt Masaccio (1401–1428), Maler, Schüler von Masolino da Panicale
- Giovanni di ser Giovanni, genannt Lo Scheggia (1406–1486), Maler, Bruder von Masaccio
- Giovanni Mannozzi, genannt Giovanni da San Giovanni (1592–1636), Maler
- Francesco Feroci (1673–1750), Komponist und Musiker, erster Organist am Dom von Florenz
- Nicolau Nasoni (1691–1773), Maler und Architekt
- Mario Salmi (1889–1980), Kunsthistoriker, Kunstkritiker und Akademiker